# 宗福寺 (宇土市)
宗福寺（そうふくじ）は、熊本県宇土市椿原町（つばわらまち）に建てられた名和系宇土氏の菩提寺である。八代郡妙見町の曹洞宗悟真寺の末寺で、永正年間（1504 – 1521年）に建立された。開山は利屋貞和尚。
1546年（天文15年）6月には、名和系宇土氏2代の名和武顕の葬儀が営まれ、相良氏からも弔問使が遣わされた。名和氏の宇土城落居後は椿原村の共同管理となり、今日まで引き継がれているが、現在でも毎年4月8日には「名和氏一族の会」による法会が営まれている。
本堂には、本尊である地蔵菩薩立像のほか、名和系宇土氏2代の名和武顕・同3代名和行興の位牌が安置されており、境内には同5代名和行直の墓が建てられている。
なお椿原町には、名和武顕の勧請による椿原八幡宮がある。